# Геззаз, Мохамед
Мохамед Геззаз (араб. محمد كزاز‎; род. 1 октября 1962, Кенитра) — марокканский футбольный судья.

## Биография
Как арбитр ФИФА и КАФ, Геззаз судил матчи следующих международных турниров:
- Чемпионат мира по футболу 2002[2] (матч  Испания —  Словения)
- Чемпионат мира по футболу 2006: отборочный турнир, в финальном этапе чемпионата мира главные матчи не судил, но был резервным арбитром[3][4] в семи встречах[5].
- Кубок африканских наций: 2002, 2004 и 2006
- Клубный чемпионат мира по футболу 2005
- Чемпионат мира по футболу среди молодёжных команд 1999

## Критика
Геззаз подвергся разгромной критике на чемпионате мира 2002 года со стороны сборной Словении за три решения не в пользу словенской команды: в частности, он показал жёлтую карточку Амиру Каричу за симуляцию падения в штрафной площади испанцев, проигнорировал ещё один фол Мигеля Анхеля Надаля против Миленко Ачимовича в штрафной (тем самым дважды не назначив пенальти в испанские ворота) и наказал словенцев пенальти за схожий с нарушением Надаля фол Саши Гайсера против Фернандо Морьентеса.